# (1059) Mussorgskia

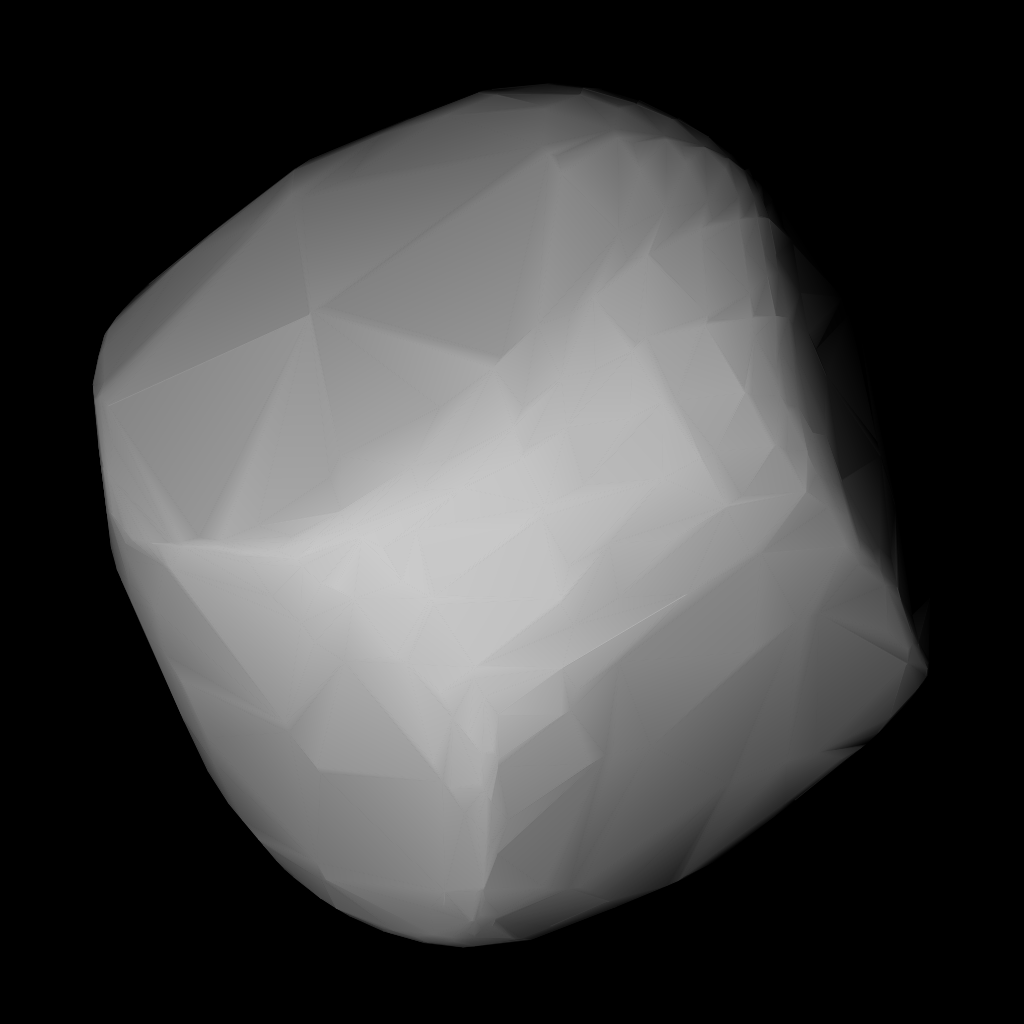
(1059) Mussorgskia – Asteroid des Hauptgürtels (2022)

(1059) Mussorgskia ist ein Asteroid des Hauptgürtels, der am 19. Juli 1925 vom russischen Astronomen Wladimir Alexandrowitsch Albizki am Krim-Observatorium in Simejis entdeckt wurde.
Benannt ist der Asteroid nach dem russischen Komponisten Modest Petrowitsch Mussorgski.